# Izydi!
Izydi! (Изыди!) è un film del 1991 diretto da Dmitrij Astrachan.

## Trama
Motja Rabinovič aprì la propria attività e gli abitanti del suo villaggio iniziarono a celebrare questo evento, senza sospettare che stesse arrivando qualcosa di brutto.